# Wonosari (Pegandon)
Wonosari is een bestuurslaag in het regentschap Kendal van de provincie Midden-Java, Indonesië. Wonosari telt 3053 inwoners (volkstelling 2010).